# Яшань
Яшань (кит. 亚山镇, пін. Yàshān Zhèn) — містечко у КНР, повіт Бобай Гуансі-Чжуанського автономного району‎.

## Географія
Яшань розташовується у центральній частині префектури, лежить на річці Наньлюцзян.

### Клімат
Містечко знаходиться у зоні, котра характеризується вологим субтропічним кліматом. Найтепліший місяць — липень із середньою температурою 28.6 °C (83.5 °F). Найхолодніший місяць — січень, із середньою температурою 13.6 °С (56.5 °F).
| Клімат Яшаня            | Клімат Яшаня | Клімат Яшаня | Клімат Яшаня | Клімат Яшаня | Клімат Яшаня | Клімат Яшаня | Клімат Яшаня | Клімат Яшаня | Клімат Яшаня | Клімат Яшаня | Клімат Яшаня | Клімат Яшаня | Клімат Яшаня |
| Показник                | Січ.         | Лют.         | Бер.         | Квіт.        | Трав.        | Черв.        | Лип.         | Серп.        | Вер.         | Жовт.        | Лист.        | Груд.        | Рік          |
| Середня температура, °C | 13,6         | 14,4         | 18,2         | 22,5         | 26,3         | 27,6         | 28,6         | 28           | 27           | 23,9         | 19,4         | 15,5         | 22,1         |
| Норма опадів, мм        | 44.6         | 59.1         | 69.3         | 173.4        | 209.5        | 267.4        | 240          | 300.5        | 165.1        | 84           | 42.6         | 27.3         | 1682.8       |
| Днів з опадами          | 11,6         | 12,5         | 14,2         | 15,8         | 17,1         | 17,8         | 16,5         | 17,7         | 13,6         | 11           | 9,9          | 10,2         | 167,9        |
| Вологість повітря, %    | 76.4         | 82.7         | 84.7         | 84.7         | 81.9         | 81.9         | 79.9         | 81.9         | 78.2         | 75.4         | 74.1         | 73.6         | 79.6         |
| ----------------------- | ------------ | ------------ | ------------ | ------------ | ------------ | ------------ | ------------ | ------------ | ------------ | ------------ | ------------ | ------------ | ------------ |
| Джерело: Weatherbase    |              |              |              |              |              |              |              |              |              |              |              |              |              |